# Labescau
Labescau, auf Gaskognisch L’Abescau, ist eine französische Gemeinde mit 134 Einwohnern (Stand: 1. Januar 2022) im Département Gironde in der Region Nouvelle-Aquitaine. Sie gehört zum Kanton Le Sud-Gironde und zum Arrondissement Langon. 
Sie grenzt im Norden an Aillas, im Osten an Sigalens, im Süden an Sendets und im Westen an Gans.

## Bevölkerungsentwicklung
| Jahr      | 1962 | 1968 | 1975 | 1982 | 1990 | 1999 | 2008 | 2017 |
| --------- | ---- | ---- | ---- | ---- | ---- | ---- | ---- | ---- |
| Einwohner | 126  | 104  | 84   | 78   | 84   | 98   | 101  | 117  |

## Sehenswürdigkeiten

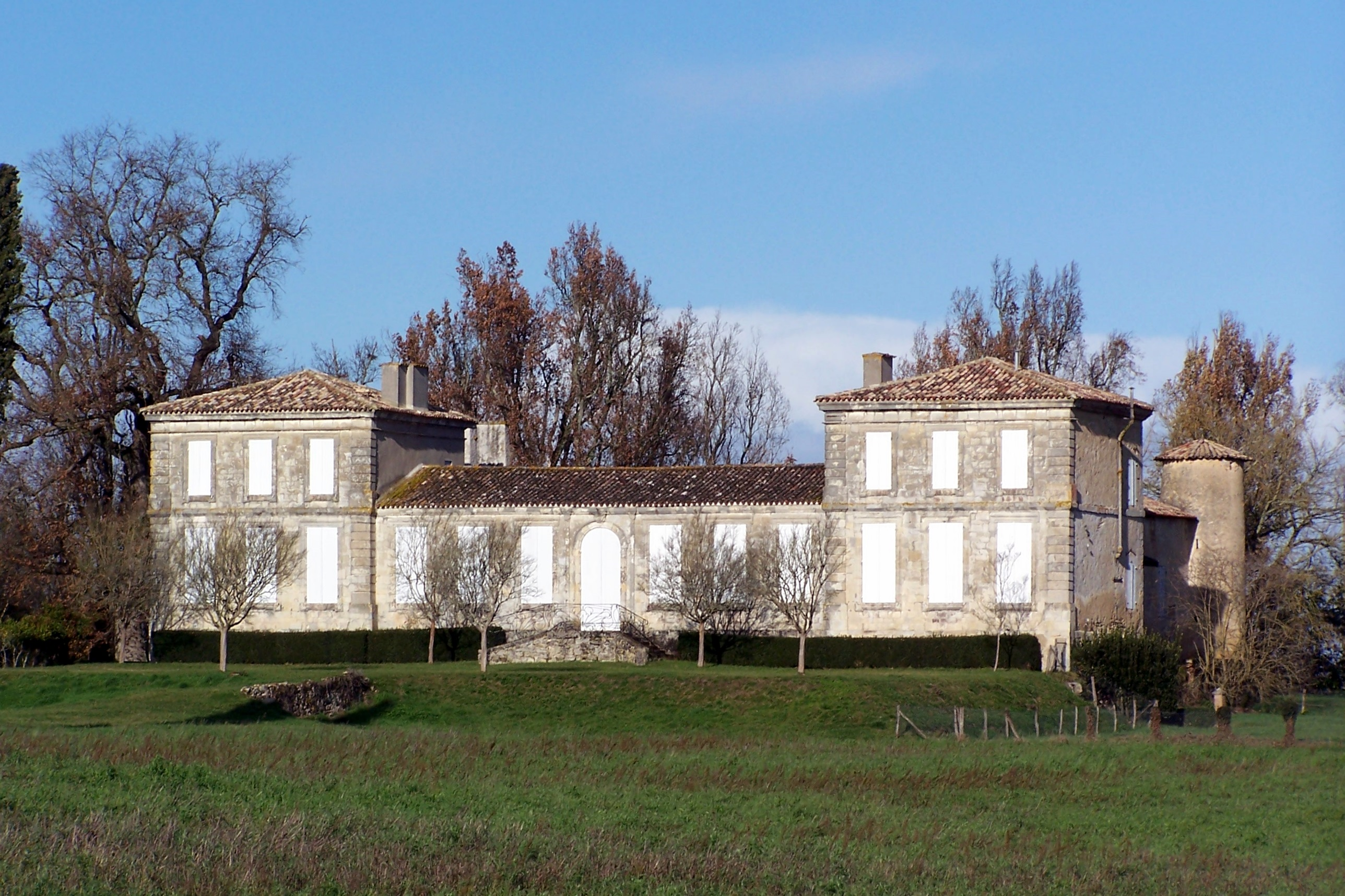
Schloss

- Schloss